# Iceland International 1988
Die Iceland International 1988 im Badminton fanden vom 12. bis zum 13. März 1988 in Reykjavík statt. Es war die dritte Auflage dieser internationalen Titelkämpfe von Island im Badminton.

## Titelträger
| Disziplin    | Sieger                   |
| ------------ | ------------------------ |
| Herreneinzel | Chris Jogis              |
| Dameneinzel  | Guðrún Júlíusdóttir      |
| Herrendoppel | Chris Jogis John Britton |
| Damendoppel  | Linda French Pam Owens   |
| Mixed        | John Britton Pam Owens   |

## Finalergebnisse
| Disziplin    | Sieger                   | Finalist                                    | Ergebnis           |
| ------------ | ------------------------ | ------------------------------------------- | ------------------ |
| Herreneinzel | Chris Jogis              | Broddi Kristjánsson                         | 15–4, 10–15, 15–13 |
| Dameneinzel  | Guðrún Júlíusdóttir      | Pam Owens                                   | 12–9, 11–4         |
| Herrendoppel | Chris Jogis John Britton | Broddi Kristjánsson Þorsteinn Páll Hængsson | 15–4, 10–15, 15–13 |
| Damendoppel  | Linda French Pam Owens   | Guðrún Júlíusdóttir Inga Kjartansdóttir     | 15–5, 15–12        |
| Mixed        | John Britton Pam Owens   | Broddi Kristjánsson Inga Kjartansdóttir     | 15–9, 15–9         |